# Castle (série de televisão)
Castle é uma série de televisão americana de comédia dramática policial que foi ao ar pela ABC por um total de oito temporadas. Estreou em 2009 e foi criada por Andrew W. Marlowe. Conta a história de Richard Castle (Nathan Fillion), um escritor de livros bem-sucedido, e Kate Beckett (Stana Katic), uma detetive de homicídios de Nova Iorque, eles resolvem juntos vários crimes em Nova Iorque. Em 12 de maio de 2016, foi anunciado que, apesar de alguns membros do elenco assinarem contratos de um ano para uma potencial nona temporada, a série foi cancelada sem motivo claro.

## História
Richard Castle (Nathan Fillion) é um autor de livros de policiais. Quando um assassino começa a copiar as mortes descritas nos seus livros, a polícia chama-o para prestar depoimento, pois é o principal suspeito. Depois de ser liberado, Castle começa a ajudar a polícia na resolução deste crime. Com isto, ele conhece a detetive Kate Beckett (Stana Katic), uma mulher durona, e inteligente. Quando o crime é finalmente resolvido, Castle consegue, através da sua amizade com o prefeito de Nova York, fazer com que o deixem ser um colaborador nos futuros casos da NYPD com a desculpa de fazer pesquisa para o seu novo livro. O convívio com a Detetive Beckett, faz ele criar a personagem Nikki Heat, inspirando-se naquela que diz ser a sua musa: Kate Beckett.

## Elenco
| Ator                  | Personagem                  | Papel                                                             |
| --------------------- | --------------------------- | ----------------------------------------------------------------- |
| Nathan Fillion        | Richard "Rick" Castle       | Escritor e Detetive Particular                                    |
| Stana Katic           | Katherine "Kate" Beckett    | Detetive/ Capitã (a partir da temporada 8) da Polícia de New York |
| Jon Huertas           | Javier "Javi" Esposito      | Detetive da Polícia de New York                                   |
| Seamus Dever          | Kevin Ryan                  | Detetive da Polícia de New York                                   |
| Tamala Jones          | Lanie Parish                | Legista do Condado de New York                                    |
| Molly Quinn           | Alexis Castle               | Filha de Castle                                                   |
| Susan Sullivan        | Martha Rodgers              | Mãe de Castle                                                     |
| Ruben Santiago-Hudson | Roy Montgomery (Falecido)   | Capitão da Polícia de New York                                    |
| Penny Johnson Jerald  | Victoria Gates "Iron Gates" | Capitã da Polícia de New York                                     |
| Arye Gross            | Dr. Sidney Perlmutter       | Legista do Condado de New York                                    |
| Juliana Dever         | Jenny O'Malley              | Esposa de Ryan                                                    |

|  | Principal |  | Recorrente |

| Personagem                    | Temporadas | Temporadas | Temporadas | Temporadas | Temporadas | Temporadas | Temporadas | Temporadas |
| Personagem                    | 1          | 2          | 3          | 4          | 5          | 6          | 7          | 8          |
| ----------------------------- | ---------- | ---------- | ---------- | ---------- | ---------- | ---------- | ---------- | ---------- |
| Richard "Rick" Castle         | Principal  | Principal  | Principal  | Principal  | Principal  | Principal  | Principal  | Principal  |
| Katherine "Kate" Beckett      | Principal  | Principal  | Principal  | Principal  | Principal  | Principal  | Principal  | Principal  |
| Javier " Javi " Esposito      | Principal  | Principal  | Principal  | Principal  | Principal  | Principal  | Principal  | Principal  |
| Kevin Ryan                    | Principal  | Principal  | Principal  | Principal  | Principal  | Principal  | Principal  | Principal  |
| Lanie Parish                  | Principal  | Principal  | Principal  | Principal  | Principal  | Principal  | Principal  | Principal  |
| Alexis Castle                 | Principal  | Principal  | Principal  | Principal  | Principal  | Principal  | Principal  | Principal  |
| Martha Rodgers                | Principal  | Principal  | Principal  | Principal  | Principal  | Principal  | Principal  | Principal  |
| Roy Montgomery (Falecido)     | Principal  | Principal  | Principal  | Ausente    | Ausente    | Ausente    | Ausente    | Ausente    |
| Victoria Gates " Iron Gates " | Ausente    | Ausente    | Ausente    | Principal  | Principal  | Principal  | Principal  | Ausente    |

## Resumo da série
Richard Castle é autor dos "Bestsellers" livros de policiais. Para melhor escrever ele faz uma parceria com o Departamento de Polícia de Nova York (NYPD). Com isto, ele conhece a detetive Kate Beckett (Stana Katic), uma mulher durona, mas muito sensual. O convívio com a Detetive Beckett, faz-lhe e criar a personagem Nikki Heat, inspirando-se naquela que diz ser a sua musa: Kate Beckett.
| Temporada | Temporada | Episódios | Exibição original      | Exibição original  |
| Temporada | Temporada | Episódios | Estreia de temporada   | Final de temporada |
| --------- | --------- | --------- | ---------------------- | ------------------ |
|           | 1         | 10        | 9 de Março de 2009     | 11 de Maio de 2009 |
|           | 2         | 24        | 21 de Setembro de 2009 | 17 de Maio de 2010 |
|           | 3         | 24        | 20 de Setembro de 2010 | 16 de Maio de 2011 |
|           | 4         | 23        | 19 de Setembro de 2011 | 7 de Maio de 2012  |
|           | 5         | 24        | 24 de Setembro de 2012 | 13 de Maio de 2013 |
|           | 6         | 23        | 23 de Setembro de 2013 | 12 de Maio de 2014 |
|           | 7         | 23        | 29 de Setembro de 2014 | 11 de Maio de 2015 |
|           | 8         | 22        | 21 de Setembro de 2015 | 16 de Maio de 2016 |

## Curiosidades
No episódio 15 da sexta temporada, Castle e Beckett discutem qual seria a música tema do casal, quando Castle afirma que seria "Dancing in the Dark", de Bruce Springsteen, visto que o cantor teria puxado Beckett para o palco em um show realizado no Beacon theater. A afirmação tem clara referência ao clipe da música de Springsteen, de 1984, onde a atriz Courteney Cox é apresentada como fã puxada ao palco para dançar com o cantor. Devido à grande semelhança entre as duas atrizes quando novas, é comum  confundirem quem estava na gravação do clipe.